# 约翰·S·麦凯恩号驱逐舰 (DDG-56)
约翰·S·麦凯恩号驱逐舰（英語：USS John S. McCain (DDG-56)）是美国海军阿利·伯克级驱逐舰的第五艘，以海军上将老约翰·S·麦凯恩、其子海军上将小约翰·S·麦凯恩及其孫约翰·S·麦凯恩三世命名。
约翰·S·麦凯恩号驱逐舰于1991年9月3日在缅因州巴斯的巴斯钢铁厂安放龙骨，1992年9月26日下水，1994年7月2日服役，母港为日本横须贺海军基地。

## 撞船事件
2017年8月21日，约翰·S·麦凯恩号驱逐舰在前往新加坡進行例行性訪問途中，於東側與載運12000噸石化原料的利比里亚籍貨輪Alnic MC相撞（該貨輪正從臺灣麥寮工業專用港前往新加坡），造成艦體受損，至少造成5人受傷、10人失蹤。這是繼6月17日菲茨杰拉德号驱逐舰（USS Fitzgerald DDG-62）撞船事件後，美國海軍在亞洲同年第二度重大撞船事故。2017年8月28日，美國海軍宣布，在麥凱恩號的船艙內發現失蹤的10名美軍士兵遺體。
隨後該驅逐艦在日本横须贺接受了为期近两年的维修。2019年年10月重新下水，2020年6月中旬恢复部署。

## 延伸閱讀
- Global Security's page on John S. McCain （页面存档备份，存于）
- Fred Willshaw. . NavSource Naval History.   [2008-09-10]. （原始内容存档于2021-04-21）.

## 外部連接
- 官方网站 （美式英语）
- 约翰·S·麦凯恩号驱逐舰的Facebook專頁

Template:2017 shipwrecks